# Idalus lutescens
Idalus lutescens är en fjärilsart som beskrevs av Rothschild 1909. Idalus lutescens ingår i släktet Idalus och familjen björnspinnare. Inga underarter finns listade i Catalogue of Life.